# 摩爾多瓦國家奧林匹克委員會
摩爾多瓦國家奧林匹克委員會（英語：National Olympic Committee of the Republic of Moldova）是摩爾多瓦的國家奧林匹克委員會。該組織成立於1991年，是國際奧林匹克委員會和歐洲奧林匹克委員會的成員。1994年，首次派員參加在挪威利勒哈默爾舉辦的冬季奧運會。
現時，摩爾多瓦國家奧林匹克委員會的總部設在首都基希涅夫，主席是尼古拉·茹拉夫斯基。

## 資料來源
1. ↑  .   [2014-06-16]. （原始内容存档于2008-07-31）.